# Sharmin Akhter
Sharmin Akhter Supta (* 31. Dezember 1995 in Gaibanda) ist eine bangladeschische Cricketspielerin, die seit 2011 für die bangladeschische Nationalmannschaft spielt.

## Aktive Karriere
Ihr Debüt in der Nationalmannschaft gab sie beim Women’s Cricket World Cup Qualifier 2011, als sie gegen Irland ein Half-Century über 52 Runs erreichte. Ihr erstes WTwenty20 absolvierte sie bei einem Drei-Nationen-Turnier in Irland gegen den Gastgeber. Von da an war sie regelmäßig im Team vertreten. So spielte sie beim ICC Women’s World Twenty20 2014 und 2016. Bei der Tour gegen Südafrika im Januar 2017 konnte sie ein Half-Century über 74 Runs im zweiten WODI erreichen. Beim anschließenden Women’s Cricket World Cup Qualifier 2017 erzielte sie gegen Irland ein Fifty über 52 Runs. Beim ICC Women’s T20 World Cup 2020 absolvierte sie nur ein Spiel und wurde dann für den Women’s Cricket World Cup 2022 nominiert. Ihre beste Leistung dort waren 44 Runs gegen Pakistan die zum einzigen Sieg des bangladeschischen Teams bei dem Turnier führten.